# 尼什納博特尼鎮區 (愛荷華州克勞福德縣)
尼什納博特尼鎮區（英語：Nishnabotny Township）是位於美國愛荷華州克勞福德縣的一個行政鎮區。

## 地方資料
根據2010年美國人口普查的數據，尼什納博特尼鎮區的面積為93.71平方千米，當中陸地面積為93.60平方千米，而水域面積為0.11平方千米。當地共有人口1094人，而人口密度為每平方千米11.67人。